# 브라질나무쥐속
브라질나무쥐속(Rhagomys)은 비단털쥐과 목화쥐아과에 속하는 설치류 속의 하나이다. 안데스산맥 동부의 페루와 볼리비아의 남동부 지역과 브라질 남동부의 대서양림에 2종이 약 3100km 떨어져서 분리되어 발견된다. 아직 확인되지 않은 브라질나무쥐속 종이 브라질 중부 마투그로수주에서 보고되었다.

## 하위 종
- 긴혀나무쥐 (Rhagomys longilingua)
- 브라질나무쥐 (Rhagomys rufescens)